# Syagrus smithii
Syagrus smithii är en enhjärtbladig växtart som först beskrevs av Harold Emery Moore, och fick sitt nu gällande namn av Sidney Frederick Glassman. Syagrus smithii ingår i släktet Syagrus och familjen Arecaceae. IUCN kategoriserar arten globalt som livskraftig. Inga underarter finns listade i Catalogue of Life.